# Kitamaat Village
Kitamaat Village est un village portuaire de la nation autochtone Haisla situé à proximité de la ville de Kitimat dans le district régional de Kitimat-Stikine sur la côte nord-ouest de la province de Colombie-Britannique au Canada. Sa population atteint 500 habitants.

## Géographie

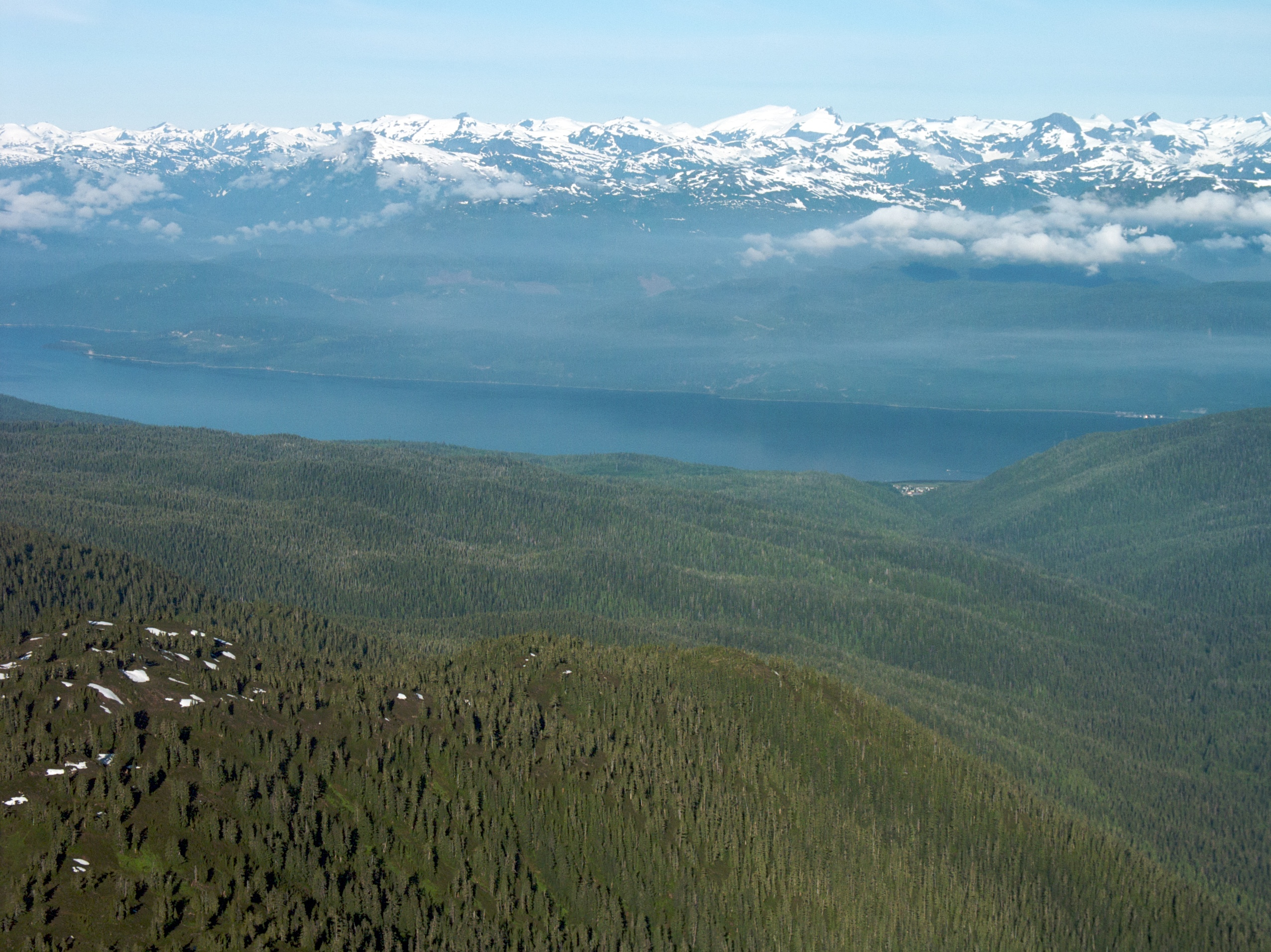
Paysages vus depuis les hauteurs de Kitamaat Village. Le village se devine au débouché du vallon du Wathl sur le bras de Kitimat.

Territorialement, le village se confond avec la réserve indienne de Kitamaat 2, l'une des 17 réserves haislas, la seule actuellement peuplée. Les zones bâties occupent une grande partie de la superficie de la réserve qui s'étend sur 1,51 km2, soit 151 ha. Le village est situé sur le bras de Kitimat du chenal Douglas, chenal qui entaille la chaîne Cotière. Il occupe une pente boisée de la rive occidentale du bras, en face de la ville de Kitimat, ville située à 13 km, par la route. Il s'agit de la seule route menant au village.
Kitamaat est au débouché d'une petite vallée d'une dizaine de kilomètres de longueur qui entaille la montagne perpendiculairement à la côte. Un torrent: le Wathl draine le vallon et traverse le village. Son bassin hydrographique s'étend sur 125 km2. À son embouchure sur le bras de Kitimat le torrent a construit un cône de déjection  sur lequel est en grande partie bâti le village. Lors des inondations du 31 octobre 1978, le pont sur le Wathl est détruit. À l'est, les montagnes boisées constituent l'environnement du bourg, elles culminent à plus de 1 600 m au niveau des sources du Wathl.

## Histoire
Kitamaat signifie « Peuple de la neige » en langue tsimshian. En langue haisla, le village se nomme Chee-Motsa (c̓imáuc̓a) ce qui signifie : « Lieu des chicots ». La fondation du village remonte aux années 1890 avec la création de la réserve par le gouvernement fédéral canadien et d'une mission religieuse méthodiste. Cette activité missionnaire vaut, durant quelques décennies, le nom de Kitimat Mission au village. Un bureau de poste ouvre en 1900,.
À la fin des années 1870, la religion ancestrale des Haislas : le nuyem est confronté au christianisme. À partir de 1876, quelques Hailas se convertissent à la suite de Waks Gamalayu (Charlie Amos) au méthodisme. Ils obtiennent à la fin des années 1880 des enseignants auprès de la mission de Port Simpson. Ce sont deux Tsimshians : Georges Edgar et le chef Alfred Dudoward accompagnés d'une Européenne : Susanna Lawrence. En 1893, le révérend Raley et son épouse fondent un internat destiné aux enfants dont les parents quittent le village pour les travaux saisonniers. Les installations sont d'abord très précaires et sont reconstruites par la suite. L'internat géré par la société missionnaire féminine de l'Église méthodiste (Women's Missionary Society) accueille surtout des filles, les garçons à partir de 12 ans puis 10 étant envoyés à l'école résidentielle de Coqualeetza. À partir de 1916 le recrutement s'élargit géographiquement et ethniquement aux Gitga'ats d'Hartley Bay et Butedale, aux Kitasoos et Xaixais de Klemtu, aux Heiltsuks de Bella Bella et Namu ainsi qu'aux Nuxalks de Bella Coola. L'école est fréquemment frappée d'épidémies. La tuberculose s'avère particulièrement meurtrière. En 1922, constatant les nombreux décès, les parents retirent leurs enfants de l'internat. Ils n'y retournent que contre la promesse de l'amélioration de la nourriture, de l'habillement et des soins médicaux ainsi que sous la menace de la police montée. En 1940, une nouvelle école pour externes est créée et l'année suivante, l'école résidentielle de Kitimaat est fermée par le gouvernement. La pétition des parents pour un maintien de l'école reste vaine. Elle facilite pourtant la garde et l'éducation des enfants pendant les activités itinérantes liées à la pêche, au piégeage, au bûcheronnage, ou aux travaux dans les conserveries.

## Démographie
Le village compte 525 habitants en 2016. Ce chiffre évolue peu ces deux dernières décennies.
| 1991 | 1996 | 2001 | 2006 | 2011 | 2016 | 2021 |
| ---- | ---- | ---- | ---- | ---- | ---- | ---- |
| 518  | 558  | 511  | 514  | 514  | 525  | 507  |

## Administration et services
Kitamaat Village est le siège du conseil de la nation Haisla, qui gère les réserves indiennes des Haislas et leurs intérêts. Il dispose des compétences municipales. Il est composé de dix conseillers et d'un conseiller en chef élus pour 2 ans. Il dépend de l'aire électorale C du district régional de Kitimat-Stikine. Kitamaat dispose d'une école qui accueille les enfants depuis la maternelle jusqu'au primaire. Le programme scolaire inclut l'apprentissage de la langue haisla. Il bénéficie aussi d'un bureau de poste. Le port traditionnel situé au sud du village est lié en particulier à la pratique de la pêche. Au nord, juste à l'extérieur des limites de la réserve indienne existe un second port depuis 1976 : le port de plaisance de MK Bay. Il est orienté vers le tourisme halieutique. Sur la réserve un port à sec, une aire de camping, une supérette et un restaurant lui sont associés.

## Personnalités
- Carla Robinson, (1971-), journaliste, originaire de Kitimaat Village;
- Eden Robinson, (1968- ), écrivaine autochtone, sœur de Carla Robinson, originaire de Kitamaat Village;
- Ellis Ross, homme politique britanno-colombien,originaire de Kitamaat Village;
- Snotty Nose Rez Kids, duo de musicien hip-hop formé par Darren Metz et Quinton Nyce, originaires de Kitimaat Village.